# Adila Fachiri
Adila Fachiri, née Adila Arányi de Hunyadvár à Budapest le 26 février 1886 et morte le 15 décembre 1962, est une violoniste hongroise qui eut une carrière internationale et s'établit en Angleterre. Elle est la sœur de la violoniste Jelly d'Arányi.

## Biographie
Née à Budapest, elle étudie à l'académie royale de musique de Budapest et a commencé à prendre des cours auprès de Jenő Hubay à l'âge de dix ans. Elle est diplômée comme artiste à dix-sept ans. Elle était la petite nièce de Joseph Joachim, auprès de qui elle prit des cours à Berlin jusqu'à sa mort, étant peut-être la seule élève particulière qu'il ait acceptée. Il lui légua un de ses violons Stradivarius.
Elle se rend en Angleterre pour la première fois en 1909, et épouse en 1915 Alexander Fachiri, avocat anglais habitant à Londres. En 1924, elle joue en public en Hongrie, en Autriche, en Allemagne, en Italie, en France et aux Pays-Bas tout en paraissant régulièrement dans les concerts londoniens.
Adila Fachiri a enregistré la sonate n° 10 pour violon de Beethoven avec Donald Tovey. Elle est la dédicataire de deux sonates pour violon de Béla Bartók et du concerto pour violon d'Arthur Somervell, composée en 1930.
Le 3 avril 1930, elle donne avec sa sœur la première exécution du Concerto pour deux violons de Gustav Holst au Queen's Hall avec le Royal Philharmonic Orchestra sous la direction d'Oskar Fried.  Holst composa ce concerto pour elles.
En mars 1933, les deux sœurs participent à Londres à une séance de spiritisme au cours de laquelle des « voix » (qu'elles interprètent comme étant celles de Schumann lui-même et leur grand-oncle, Joachim)  leur révèlent l'existence du concerto pour violon en ré mineur de Schumann.
Elle meurt en 1962, âgée de 73 ans.